# Botuverá
Botuverá este un oraș în Santa Catarina (SC), Brazilia.
1. ↑   https://cidades.ibge.gov.br/brasil/sc/botuvera/panorama Lipsește sau este vid: |title= (ajutor)